# Totally Hot
A Totally Hot Olivia Newton-John 1978-ban kiadott, a folk és a country utáni első popzenei jellegű albuma.

## Az album előzményei
Olivia Newton-John első, If Not For You című, 1971-ben megjelent nagylemezétől kezdődően eleinte főleg a folk, később a country zene műfajában aratta sikereit, kivétel többek között az Eurovíziós Dalfesztiválon énekelt Long Live Love. Személyiségét a nagyon fiatal, szinte az ártatlanságig tiszta „girl next door” (a szomszédban lakó lány) arculata jellemezte. Ennek a képnek a legtisztább megnyilvánulása volt Sandy Olsson szerepe a Greaseben. Huszonkilenc éves korára azonban Olivia is úgy érezte, itt az ideje, hogy saját maga is átessen azon a változáson, amin a film végére az ártatlan, szinte szűzies Sandy is átesett. A Grease után nem sokkal kiadott Totally Hot albumon egy új, kislányos vonásait levetkőzött Olivia, egy érett nő mutatkozott be. Maga az album is erős elmozdulás a countrytól a popzene irányába. Olivia mindkét változásnak fenntartásokkal vágott neki, tartott a bevált út feladásától és a rajongók szeretetének elvesztésétől, de félelmei alaptalannak bizonyultak, a Totally Hot album és a négy róla kimásolt kislemez igen sikeres lett. Nálunk a kor legtöbb albumához hasonlóan nem került üzletekbe, de a Little More Love / Borrowed Time kislemez Pepita kiadásban megjelent. A Totally Hot dal hosszú változata kizárólag Mexikóban jelent meg, a 12" maxi single lemezek legkorábbi korszakában, 1979 nyarán.
Egyes nézetek szerint az album zeneanyagát már 1977-ben, a Grease előtt elkészítették, de a film és a filmzenei album váratlanul nagy sikere miatt üzletekbe kerülését elhalasztották.

## Az album videóklipjei
Az album dalai alapján három videóklip is készült, pedig 1978-ban a videóklip műfaja még szinte nem is létezett. Az A Little More Love és a Deeper Than Night klipek a studiófelvételek és a lemezborító fotózása alatt készültek.
A Totally Hot című dal klipje korát messze megelőzte. A Los Angelesi Century Towers ikertornyai alatt álló ABC Entertainment Center és bevásárlóközpont azóta lebontott területén forgatták, 1979. április 23-án. Egy évvel később ugyanitt forgatták Olivia Newton-John Hollywood Nights című show-műsorát, melynek szócikkében a terület részletesebben ismertetésre kerül.
A három klip, a Totally Hot, a Little More Love és a Deeper than Night megtalálható Olivia Video Gold Vol.1 & Vol.2 című DVD válogatásán. Az album Gimme Some Lovin' című daláról is készült egy szintén korát messze megelőzően látványos klip, mely az 1980-as Hollywood Nights műsorban látható. A Gimme Some Lovin megvásárolható formában nem jelent meg, de a YouTube oldalon megtekinthető.

## Az album dalai
- Please Don't Keep Me Waiting - 5:48 (Stephen Sinclair, Joe Falsia)
- Dancin' 'Round And 'Round - 3:58 (Adam Mitchell)
- Talk To Me - 3:27 (Olivia Newton-John)
- Deeper Than The Night - 3:35 (Tom Snow, Johnny Vastano)
- Borrowed Time - 3:36 (Olivia Newton-John)
- A Little More Love - 3:27 (John Farrar)
- Never Enough - 4:10 (John Farrar, Pat Farrar, Alan Tarney, Trevor Spencer)
- Totally Hot - 3:11 (John Farrar)
- Boats Against The Current - 3:56 (Eric Carmen)
- Gimme Some Lovin' - 4:11 (Steve Winwood, Muff Winwood, Spencer Davis)

## Közreműködők
- dob: Mike Botts, Ed Greene
- basszus: David McDaniels, David Hungate
- zongora: Jai Winding, David Foster
- gitár: John Farrar, Steve Lukather
- szintetizátor: Michael Boddicker
- trombita: Steve Madaio
- altszaxofon: Marty Grebb
- trombon: Chuck Findley
- tenorszaxofon: Gerald Peterson
- egyéb ütőhangszerek: Lenny Castro

## Helyezések

### Album
- USA: 7 (platinalemez)
- U.K.: 30
- Ausztrália: 4
- USA country album lista: 4
- Francia lista: 8

### A Little More Love
- Billboard Hot 100: 3 (aranylemez)
- Billboard AC lista: 4
- USA country lista: 94
- UK: 4
- Ausztrália: 4
- NSZK kislemezlista: 34
- Kanadai kislemezlista: 34
- Új-Zéland kislemezlista:7
- Francia kislemezlista: 8

### Deeper than Night
- Billboard Hot 100: 11
- Billboard AC lista: 4
- USA country lista: 87
- U.K.: 64
- Ausztrália: 71

### Dancin' round and round
- Billboard Hot 100: 82
- Billboard AC lista: 25
- USA county lista: 29

### Totally Hot
- Billboard Hot 100: 52
- Ausztrália: 96